# 阿瑟島
阿瑟島是俄羅斯的島嶼，屬於法蘭士約瑟夫地群島的一部分，位於喬治地島以北的北冰洋，由阿爾漢格爾斯克州負責管轄，面積111平方公里，最高點海拔高度275米。
81°08′N 50°41′E / 81.133°N 50.683°E

## 外部連結
- （页面存档备份，存于）
- Jackson-Harmsworth Polar Expedition